# BMW ActiveHybrid 7
O BMW Concept 7 Series ActiveHybrid é um carro conceptual, desenvolvido pela BMW e apresentado na Paris Motor Show, em outubro de 2008. É o primeiro carro da BMW com combustível fóssil e o veículo conceptual híbrido, depois do BMW Concept X6 ActiveHybrid. Modelos desse carro começaram a produção em massa no fim de 2009.